# Шереметев, Сергей Алексеевич
Сергей Алексеевич Шереметев (24 марта 1836 — 16 декабря 1896) — русский военачальник из рода Шереметевых, генерал-адъютант (19.02.1879), генерал от кавалерии (30.08.1891), начальник Кубанской области (1882—1884), главноначальствующий на Кавказе и командующий войсками Кавказского военного округа (03.06.1890—06.12.1896).

## Биография
Родился 24 марта 1836 года в семье бывшего декабриста Алексея Васильевича Шереметева и его жены Екатерины Сергеевны.
Образование получил в школе гвардейских подпрапорщиков и кавалерийских юнкеров, откуда 13 августа 1853 вступил в службу корнетом в Гусарский Его Императорского Высочества Великого Князя Константина Николаевича полк. В следующем году переведён в Нижегородский драгунский полк, с 21 ноября 1854 — поручик.
В 1855 назначен состоять при Главнокомандующем Отдельным Кавказским корпусом и участвовал в следующих делах и движениях главного Александропольского отряда: 17 сентября при штурме русскими частями крепости Карса, при чём были захвачены 23 неприятельских орудия и взято 14 знамён и значков. 16 ноября при сдаче крепости Карса с полным вооружением: около 130 орудий до 26.000 ружей, штуцеров и карабинов, 12 полковых, 18 других частей знамён и всем вообще казённым имуществом. С 25 ноября по 10 декабря при роспуске Александропольского отряда на зимние квартиры. В 1856 году зачислен по армейской кавалерии, с назначением 22 декабря 1856 состоять для особых поручении при Главнокомандующем Кавказской армией.
В 1858 году с 22 июля по 1 сентября находился в экспедиции Лезгинского отряда. За оказанные подвиги и мужество награждён 2 февраля 1859 года орденом Святого Георгия 4-й степени. В 1859 году находился под личным начальством Главнокомандующего Кавказской армией в отряде на левом крыле Кавказской линии, принимая участие в многочисленных делах и движениях против горцев в том же году назначен флигель-адъютантом к Его Императорскому Величеству и переведён в лейб-гвардейский Конно-гренадерский полк. С 24 марта 1859 — штабс-ротмистр.
В 1860 году принимал участие в действиях главного Шапсугского отряда. В 1861 году участвовал в занятиях по устройству Абадзехской кордонной линии. В том же году 11 июля переведён в Кубанское казачье войско подполковником, за отличие в делах с горцами награждён золотым оружием с надписью «За храбрость» и орденом Святого Станислава 2-й степени с мечами. Затем 13 ноября назначен командиром 13-го полка Кубанского казачьего войска, в 1863 году назначен командующим, а 19 апреля 1864 командиром Собственного Его Величества конвоя с производством в полковники.

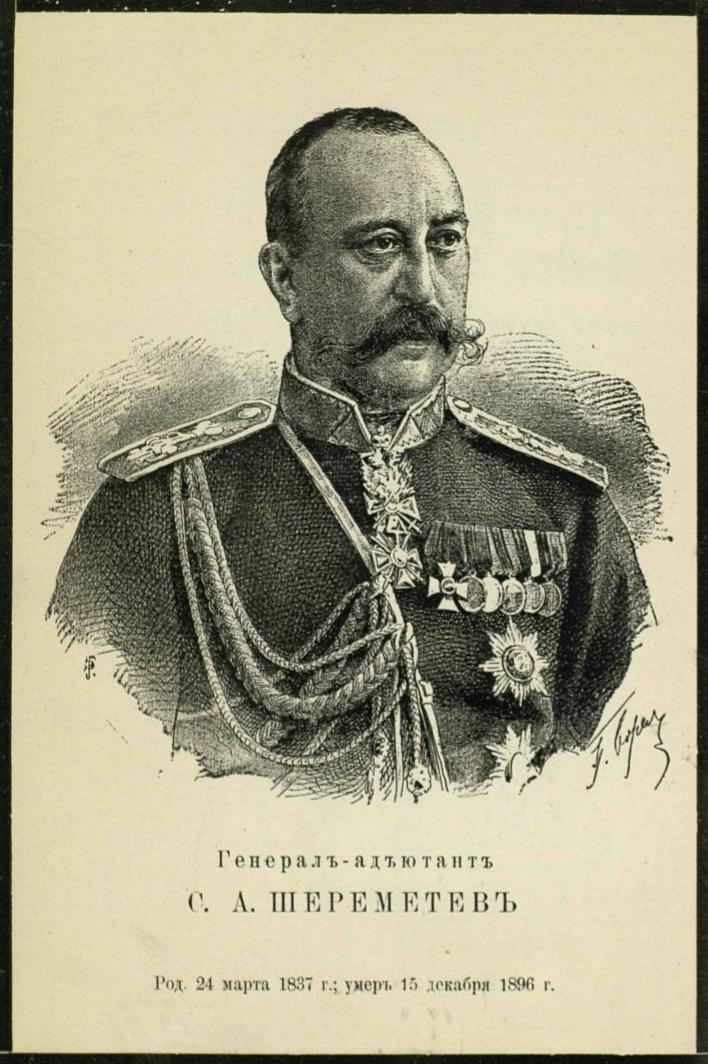
С. А. Шереметев (1890)

16 апреля 1872 произведён в генерал-майоры, с назначением в Свиту Его Величества. 12 августа 1876 назначен командующим Сводной Кавказской казачьей дивизией. В 1877 году в ходе русско-турецкой войны находился в составе действовавшего корпуса на Кавказско-турецкой границе и за отличие, оказанное 4 и 5 мая того же года при взятии Ардагана награждён орденом Святой Анны 1 степени с мечами, а за особое отличие в делах против турок с 20 сентября по 4 октября 1877 года награждён орденом Святого Владимира 2 степени с мечами.
В 1877 году назначен начальником Сарыкамышского, затем частей Эрзурумского отряда, наконец командующим 1-й Кавказской кавалерийской дивизией. 27 июня 1878 года  за отличие в делах против турок произведён в генерал-лейтенанты со старшинством с 6 ноября 1877 года. 21 января 1879 года назначен начальником 2-й Кавказской кавалерийской дивизии (переформированной из Сводной Кавказской казачьей дивизии) и генерал-адъютантом к Его Императорскому Величеству. 23 января 1882 назначен начальником Кубанской области и наказным атаманом Кубанского казачьего войска. 8 января 1884 назначен помощником Главноначальствующего гражданской частью на Кавказе и командующего войсками Кавказского военного округа. 3 июня 1890 назначен Главноначальствующим гражданской частью на Кавказе и командующим войсками Кавказского военного округа. 6 декабря 1896 в связи с болезнью уволен по прошению от занимаемых должностей и назначен членом Государственного совета, но через неделю скончался на 61-м году жизни.
Был похоронен в крипте Троицкой церкви Саввино-Сторожевского монастыря в Звенигородском уезде Московской губернии.
Числился по гвардейской кавалерии, в списках Терского казачьего войска по станице Ессентукской и Кубанского казачьего войска по станице Баталпашинской («почётный старик»).
По состоянию на 1896 год имел следующие награды:
Российские
- Орден Святого Георгия 4-й степени (02.02.1859)
- Орден Святого Станислава 2-й степени с мечами (1861)
- Золотая шашка с надписью «За храбрость» (1861)
- Орден Святого Владимира 4-й степени (1865)
- Орден Святой Анны 2-й степени (1867)
- Орден Святого Владимира 3-й степени (1869)
- Орден Святого Станислава 1-й степени (1875)
- Орден Святого Владимира 2-й степени с мечами (1877)
- Орден Святой Анны 1-й степени с мечами (1877)
- Орден Белого орла (15.05.1883)
- Орден Святого Александра Невского (30.08.1886)
- Бриллиантовые знаки к ордену Святого Александра Невского (30.08.1890)
- Орден Святого Владимира 1-й степени (14.05.1896)
- Бриллиантовый перстень
- Медаль «За покорение Чечни и Дагестана»
- Медаль «В память русско-турецкой войны 1877—1878»
- Медаль «За покорение Западного Кавказа»
- Медаль «В память войны 1853—1856»
- Медаль в память столетнего юбилея военного ордена Святого Великомученика и Победоносца Георгия
- Медаль «В память коронации императора Александра III»

Иностранные
- Портрет шаха персидского, украшенный бриллиантами
- Итальянский Орден Святых Маврикия и Лазаря (1891)
- Бухарский орден Восходящей Звезды с бриллиантами (1893)
- Бухарский орден Короны 3-й степени с бриллиантами (1895)

## Семья

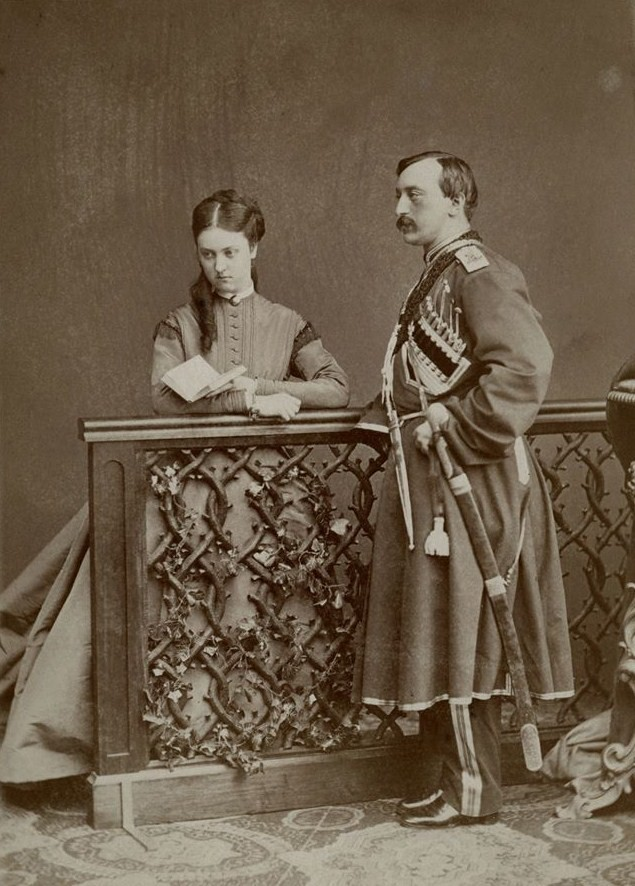
С. А. Шереметев с будущей женой княжной Голицыной (1868)

Жена (с 10 апреля 1869 года) — светлейшая княжна Евдокия Борисовна Голицына (19.04.1848—31.10.1910), фрейлина двора (16.04.1866), дочь генерал-адъютанта светлейшего князя Б. Д. Голицына. За заслуги мужа была пожалована кавалерственной дамой ордена Св. Екатерины (малого креста) (30.09.1888). Родственник Шереметева, граф В. В. Мусин-Пушкин, писал: «Евдокия Борисовна любила в жизни только мужа, двух сыновей и бессмысленную трату денег, которые все и раскидала на ветер. Будучи необыкновенно пустой и простоватой, она постоянно писала деловые и политические проекты, которые кроме неё никто не читал. Но умерла она почти в полной нищете, которую переносила с большим достоинством и смирением у подножья Арарата, леча и помогая местному населению, работающему на хлопковых плантациях, где у неё с сыновьями осталась доля участия в акционерной компании. По наружности она была толстой весёлой хохотушкой, и никто в молодости не умел так заразительно смеяться, как она». Дети:
- Борис (1871—1952), офицер Кавалергардского полка, брак с княжной Елизаветой Александровной Багратион-Мухранской (1880—1915) закончился разводом; после революции жил в Париже. Его жена 14 апреля 1914 года вышла замуж во Флоренции за итальянского графа Марко Мороццо дела Росси де Бланш.
- Алексей (1872—1935), эмигрировал в Италию, умер в Неаполе.